# Майстерня революційного слова

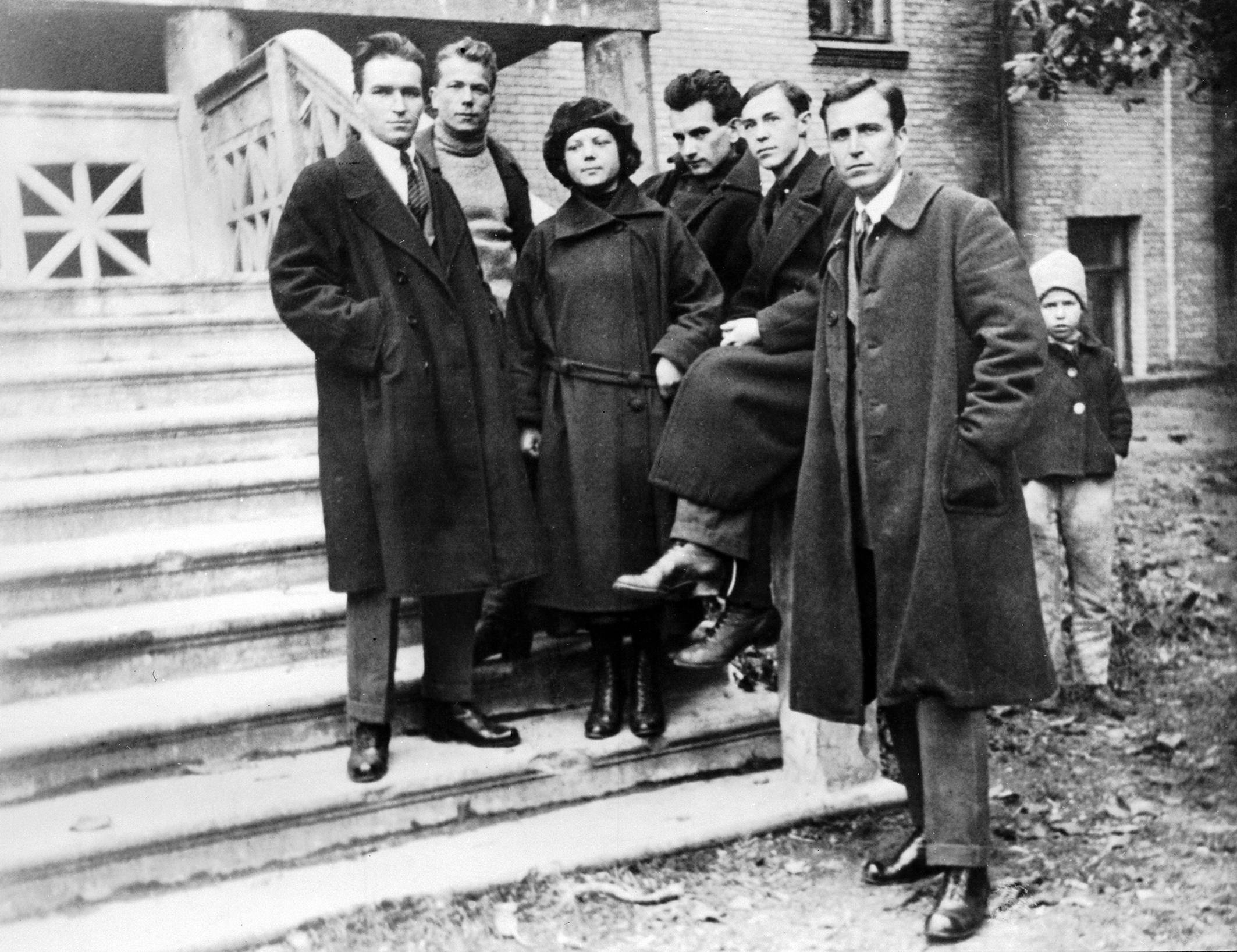
Члени літературного об'єднання «Ланка». Зліва направо: Борис Антоненко-Давидович, Григорій Косинка, Марія Галич, Євген Плужник, Валер'ян Підмогильний, Тодось Осьмачка, 1925 рік

Майстерня Революційного Слова, МАРС — літературне об'єднання. Засноване в Києві 1924 року під назвою «Ланка», 1926 року перейменоване на МАРС.
До угруповання належали письменники Валер'ян Підмогильний, Григорій Косинка, Євген Плужник, Борис Антоненко-Давидович, Дмитро Фальківський, Тодось Осьмачка, Борис Тенета, Іван Багряний, Гордій Брасюк, Марія Галич та ін. Об'єднання відкидало політичне пристосування, тому переслідувалося компартійними органами. В 1929 р. змушене було припинити існування. Учасників було репресовано.

## Історія
Влітку 1924 року «Ланка» виокремилася з багатоликого «Аспису», що об'єднував київських письменників під керівництвом М. Зерова.
Організація об'єднувала сім молодих київських письменників. Роль лідера приписують В. Підмогильному: «Перед тут вів Валеріан Підмогильний, організатор і душа „Ланки“, який і дав цій групі її ім'я, що об'єднувало нас, таких різних своїм творчим обличчям, у одне здружене товариство» (Б. Антоненко-Давидович). Назва організації мотивувалась тим, що ланчани прагли своєю творчістю «заповнити зяючу прогалину, що утворилася в українській літературі після великих катаклізмів, і всім разом стати ланкою в розірваному ретязі».
Завдання письменників організації — правдиво відбити в художніх формах добу, як вона синтезується в творчій уяві, мета організації — товариське співробітництво, взаємодопомога, захист авторських прав. Формами діяльності визначалися студійна робота, відстеження розвитку літератури радянських республік і літератури світової, переклад на українську мову найкращих зразків світової літератури, участь у поточній пресі УРСР, влаштування прилюдних вечірок, диспутів. У 1924 році асоціація брала участь у поточній праці УРСР і здала збірник творів усіх своїх членів, влаштувала 3 вечірки. Свої літературні вечори «Ланка» проводила у залі Всенародної бібліотеки Української академії наук (тепер актова зала Жовтого корпусу університету Т. Шевченка).
Валер'ян Підмогильний та Борис Антоненко-Давидович представляли позицію «Ланки» у дискусії 1925–26 років.
7 листопада 1926 року «Ланка» реорганізувалася в МАРС (Майстерню революційного слова). Метою організації було об'єднання революційних письменників і критиків Києва, а завданням — боротьба з графоманством і зарозумілістю в літературі. Покладаючи в основу своєї мистецької праці «засади комуністичної партії», МАРС надавав своїм членам права користатися різними літературно-художніми засобами. До організації увійшли: Антоненко-Давидович, Брасюк, Галич, Качура, Косинка, Підмогильний, Плужник, Тенета, Фальківський, Ярошенко. Пізніше долучились Дмитро Тась та Іван Багряний. Від МАРСу узалежнюють діяльність видавництва «Маса».
1927 року письменники «МАРСу» серед інших супроводжують на Чернечу гору румунського письменника Панаїта Істраті. 1928 року під зовнішнім тиском МАРС розпадається, але його осердя — сімку ланчан й надалі поєднують не лише дружні стосунки, але й спільні погляди на літературу, які вони зберігають до кінця життя. Від 1934 року учасники організації, за винятком М. Галич, були репресовані і тривалий час замовчувані.

## Місце і роль у літературному житті
В. Бер (Петров) пише про цю літ.організацію так: «Ланка-Марс для Києва була тим, чим для Харкова була Вапліте-Пролітфронт: чільною організацією, що об'єднувала переважну більшість письменників цього міста», зазначаючи, що своєю мистецькою вагою вона не поступалася ВАПЛІТЕ. І. Багряний у автобіографії твердить, що МАРС сприймалася як Київська філія ВАПЛІТЕ, а І. Кошелівець наполягає на мистецькій окремішності київської організації. На відміну від Вапліте, не відкидали здобутків вітчизняної реалістичної школи, не підтримували ігрових настанов мистецтва і не сприймали лінгвістичних експериментів.

## Слід у літературі
У романі В. Підмогильного «Місто» зображено з певним домислом Є. Плужника (в образі поета Вигорського), а творчу біографію героя складено з життєвих подій різних реальних письменників. Зокрема, епізод, коли своє перше оповідання Радченко несе уславленому критику, узято з життя Б. Антоненка-Давидовича. Через багато років останній виведе у своєму творі самого В. Підмогильного разом з Є. Плужником («Чистка»). Це оповідання перегукується й з іншим твором В. Підмогильного «З життя будинку». адже описане мало джерелом реальне життя: коли на таврування Куликом Т. Осьмачки зауважили, що той божевільний, Кулик відповів: «Але він класово божевільний», що й процитовано у обох творах. Пізніше ланчани стануть прототипами героїв роману «Діти чумацького шляху» колишньої київської плужанки Д. Гуменної, де під ім'ям Василька виведено Г. Косинку, Головача — Б. Антоненка-Давидовича, Танцюри — Я. Качуру.